# Tangbjerg
Tangbjerg er en lille forstad til Jyllinge i Nordsjælland med 614 indbyggere  (2024). Tangbjerg er beliggende tre kilometer nord for Jyllinge centrum (på den anden side af regions- og kommunegrænsen), fem kilometer vest for Ølstykke og 33 kilometer nordvest for Københavns centrum. Byen ligger i Region Hovedstaden og tilhører Egedal Kommune.
Tangbjerg er beliggende i Ølstykke Sogn.